# Зумбах, Ян
Ян Евгениуш Зумбах Людвиг (псевдонимы: Йохан, Дональд Дак) (14 апреля 1915 — 3 января 1986) — дипломированный подполковник, лётчик  Вооружённых сил Польши, лётчик-ас ВВС Польши в изгнании.

## Детство, юность, военная карьера и начало войны
Был внуком швейцарского эмигранта и сыном Евгениуша, имевшего двойное гражданство: польское и швейцарское. В 1922—1935 годы жил в Боброво, Куявско-Поморское воеводство, у Бродницы, Поморское воеводство, где его отец получил недвижимость. Окончил Гимназию имени Маршалка Станислава Малаховского в Плоцке. В 1936 году записался добровольцем на службу в военной авиации, что было незаконно, так как в армию могли вступить только люди с польским гражданством. Как доказательство идентичности дал документ, в котором не было ни слова о происхождении; никто и не додумался спросить, не иностранец ли он. В 1938 году окончил Академию ВВС Польши в Демблине. До Второй мировой войны служил в 111-й истребительной эскадрилье. В результате столкновения с автомобилем при посадке в мае 1939 года был доставлен в больницу для реабилитации. 17 сентября Зумбах бежал на самолёте в Румынию, но в тот же день улетел оттуда.

## Служба вВВС Польши в изгнании

### Французская кампания
После прибытия во Францию, как и другие польские лётчики, он был направлен в Польский авиационный учебный центр, размещённый в Лион-Броне. 13 мая 1940 был присоёдинен к польскому авиаблоку 1-й ударной группы под командованием майора Здислава Краснодебского. Авиаблок присоединили к французской эскадрилье для защиты аэропортов в Шатодёне, Этамп. До боёв доходило редко, и Зумбах не сделал военных успехов. В конце французской кампании Зумбах был назначен в авиаблок под руководством Фрэнсиса Скиба. После эвакуации в Бордо 16 июня 21 июня Зумбах был эвакуирован в Великобританию на корабле «Кмициц».

### Битва за Британию
В Великобритании Зумбах 2 августа 1940 присоединился к польской 303-й истребительной эскадрилье, дислоцированной в Норхолте и летающей на Hawker Hurricane Mk I. Эта эскадрилья вступила в бой в финале, на третьем этапе Битвы за Англию. Зумбах одержал свою первую победу 7 сентября 1940, сбив два бомбардировщика Dornier Do 17. Во время Битвы за Британию 27 сентября истребитель точно сбил ещё 5 Bf 109 и, вероятно, бомбардировщик He-111 и Bf 109.

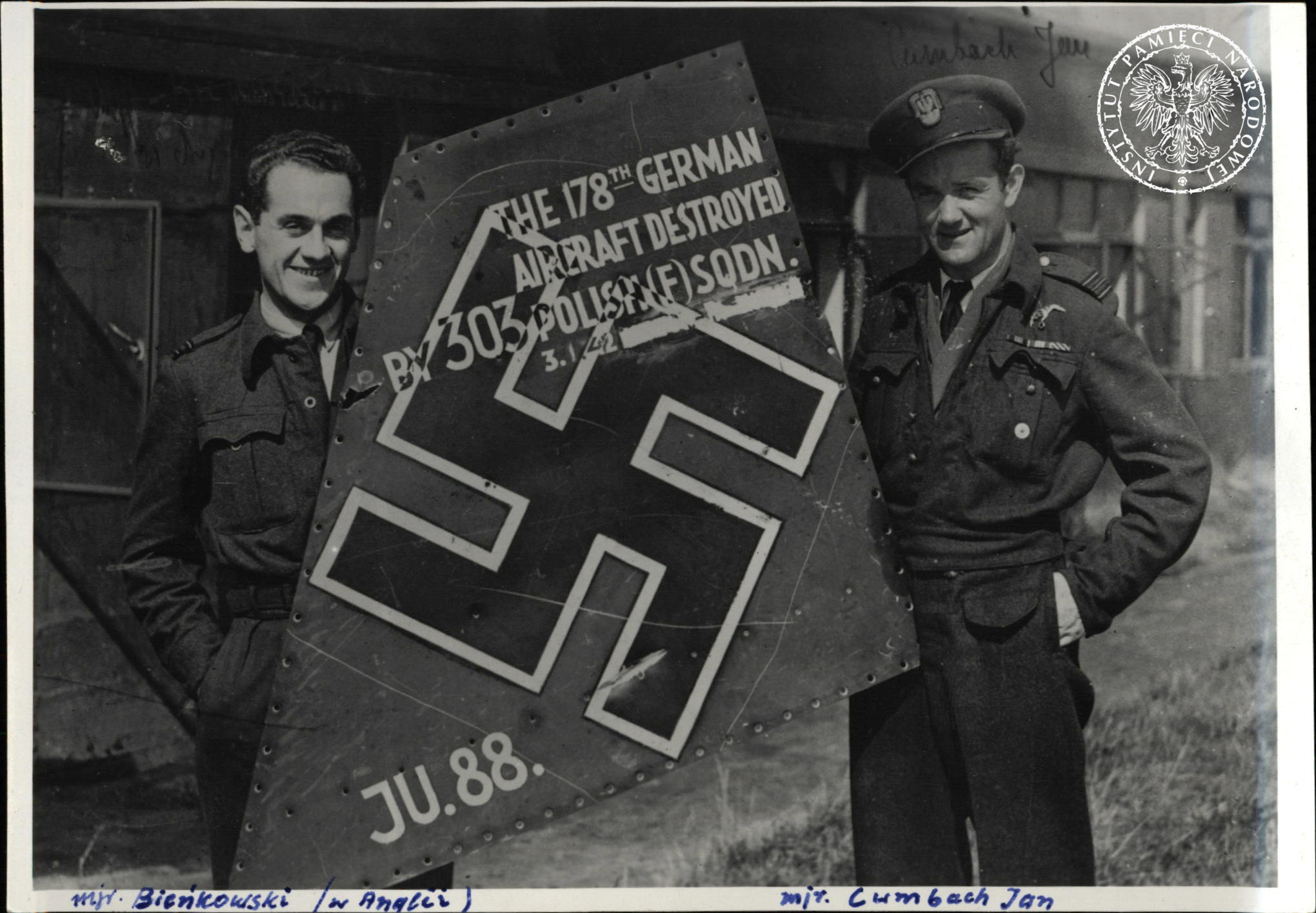
Зигмунт Беньковски и Ян Зумбах вручают «трофей» 303-й эскадрильи

## Дальнейшая судьба во время Второй мировой войны
23 декабря 1940 Зумбах был награждён Серебряным Крестом Virtuti Militari, 1 февраля 1941 в первый раз Крестом Храбрых. 9 мая 1941 совершил аварийную посадку, будучи сбитым. В 1941 году он точно сбил два Bf-109 и, вероятно, ещё один. 20 октября получил награду Крест «За выдающиеся лётные заслуги» (Великобритания). После перерыва в боевой службе в период с декабря 1941 года по март 1942 года, когда он служил в подготовке кадров, он вернулся в 303-ю эскадрилью в звании капитана, укрепив своё лидерство в эскадрилье. 17 мая 1942 он был назначен командиром 303-й эскадрильи, чьи функции он выполнял до декабря 1942 года. В ходе операции на материке в 1942 году его истребитель точно сбил Fw 190 и, вероятно, два немецких бомбардировщика в команде. В январе 1943 года получил звание командира звена, став подполковником. 15 апреля 1943 стал командиром 3-го польского истребительного авиакрыла. В течение этого периода окончил высшую лётную школу. 1 сентября 1943 получил звание лидера эскадрильи. С 4 августа 1944 по 30 января 1945 года он командовал 3-м польским истребительным авиакрылом. 30 января 1945 он был прикреплен к 84-й истребительной группе. 7 апреля 1945 попал в краткосрочный плен, из которого он вернулся 12 мая 1945. В октябре 1946 года был демобилизован и уехал в Швейцарию.

## Статистика
В общем имеет 13 подтверждённых сбитых самолётов, 5 возможных и 1 повреждённый.

## После Второй мировой войны
Зумбах продолжил летать под швейцарским паспортом, возя контрабанду по Южной Европе и Среднему Востоку. Как наёмник он воевал в Африке под псевдонимом Джонни «Камикадзе» Браун. В январе 1962 заключил контракт на командование и организацию ВВС Катанги, занимаясь этим до декабря 1962 (Fouga СМ.170 Magister были с июля 1961). Он организовал покупку самолетов Douglas A-26 Invader, ставших основой авиации Катанги. Эти ВВС под командой правительства Катанги бомбили Конго. В конце концов ВВС Швеции из контингента ООН уничтожили большую часть авиации Катанги. К октябрю 1961 года ВВС были усилены пятью западногерманскими Dornier Do.28As. После поражения Катанги Зумбах бежал в португальскую колонию Анголу.
В 1967 году он вернулся в Африку, на этот раз начав вести дела с авиацией Биафры. Летая на B-26 Invader, он лично совершил несколько вылетов, бомбя гособъекты Нигерии. Во время налёта на аэропорт Макурди убил начальника нигерийского генштаба. Отделение закончилась поражением, которое в значительной степени произошло из-за злоупотреблений посредников в покупке оружия и военной техники.
В 1975 Зумбах опубликовал автобиографию на французском под названием «Mister Brown: Aventures dans le ciel», впоследствии опубликованную на немецком и английском под названием «On Wings of War: My Life as a Pilot Adventurer».
Зумбах погиб во Франции при загадочных обстоятельствах 3 января 1986 года и был похоронен на кладбище Воинское Повонзки в Варшаве. Французские власти закрыли следствие по делу смерти Зумбаха без оглашения причин.

## Интересные факты
- Ян Зумбах является одним из главных героев в романе «Ofensywa szulerów» Якуб Цьвек.
- Ян Зумбах является одним из главных героев фильма «Крылья урагана». Его роль исполнил Иван Реон